# Xanthophytum grandifolium
Xanthophytum grandifolium là một loài thực vật có hoa trong họ Thiến thảo. Loài này được Valeton ex Bakh.f. miêu tả khoa học đầu tiên năm 1953.